# Giọt nước rơi
Giọt nước rơi là một bộ phim truyền hình được thực hiện bởi Trung tâm Phim truyền hình Việt Nam, Đài Truyền hình Việt Nam do Bùi Quốc Việt làm đạo diễn. Phim dựa trên kịch bản tiểu thuyết "Aquarius hay là Chuyện dân gian ở thời đại chúng ta" của tác giả Đức Hoàng. Phim phát sóng vào lúc 15h00 từ thứ 7 và chủ nhật hàng tuần bắt đầu từ ngày 11 tháng 5 năm 2013 và kết thúc vào ngày 18 tháng 8 năm 2013 trên kênh VTV3.

## Nội dung
Giọt nước rơi xoay quanh hành trình hoàn lương khỏi giới giang hồ của Đan (Hồng Đăng) – một chàng sát thủ lạnh lùng, tay sai của trùm xã hội đen khét tiếng. Linh (Chi Pu) – một cô tiểu thư nhà giàu trong sáng, thánh thiện. Vì duyên số đưa đẩy mà Linh vô tình cứu giúp Đan trong một lần anh trốn chạy khỏi đám giang hồ đang cố tìm cách thanh toán mình. Từ đó, nhân duyên họ mắc vào nhau. Liệu tình yêu của Linh dành cho anh có gột rửa phần đen tối trong con người Đan, hay liệu chính bóng tối trong thế giới của Đan sẽ nuốt chửng mất Linh?

## Diễn viên

### Diễn viên chính
- NSƯT Trần Đức trong vai Ông Phi[6]
- NSƯT Thanh Quý trong vai Bà trùm[6]
- NSƯT Tạ Minh Thảo trong vai Ông Nguyên[6]
- NSƯT Lệ Thu trong vai Bà Xuân[6]
- Hồng Đăng trong vai Đan[6]
- Chi Pu trong vai Linh[6]
- Chi Hoa trong vai Lệ Anh[6]
- Văn Hoàng trong vai Hiệp
- Chí Nhân trong vai Chiến[6]

### Diễn viên phụ
- Bảo Thanh trong vai Trâm
- Trần Thúy An trong vai Trà
- Hoàng Anh Vũ trong vai Long
- Đào Hoàng Yến trong vai Mẹ Linh
- Hoàng Tùng trong vai Bố Linh
- Doãn Quốc Đam trong vai Tú
- Xuân Trường trong vai Tuân
- Mạnh Hà trong vai Hùng

Cùng một số diễn viên khác....

## Ca khúc trong phim
Bài hát trong phim là ca khúc "Nơi tình yêu kết thúc" do NSƯT Phùng Tiến Minh sáng tác và Bùi Anh Tuấn thể hiện.